# Морено
Морено (шп. Moreno) је град у Аргентини у покрајини Буенос Ајрес. Према процени из 2005. у граду је живело 419.482 становника.

## Становништво
Према процени, у граду је 2005. живело 419.482 становника.
| 1980.   | 1991.   | 2001.   |
| ------- | ------- | ------- |
| 194.440 | 285.643 | 379.300 |